# 女孺

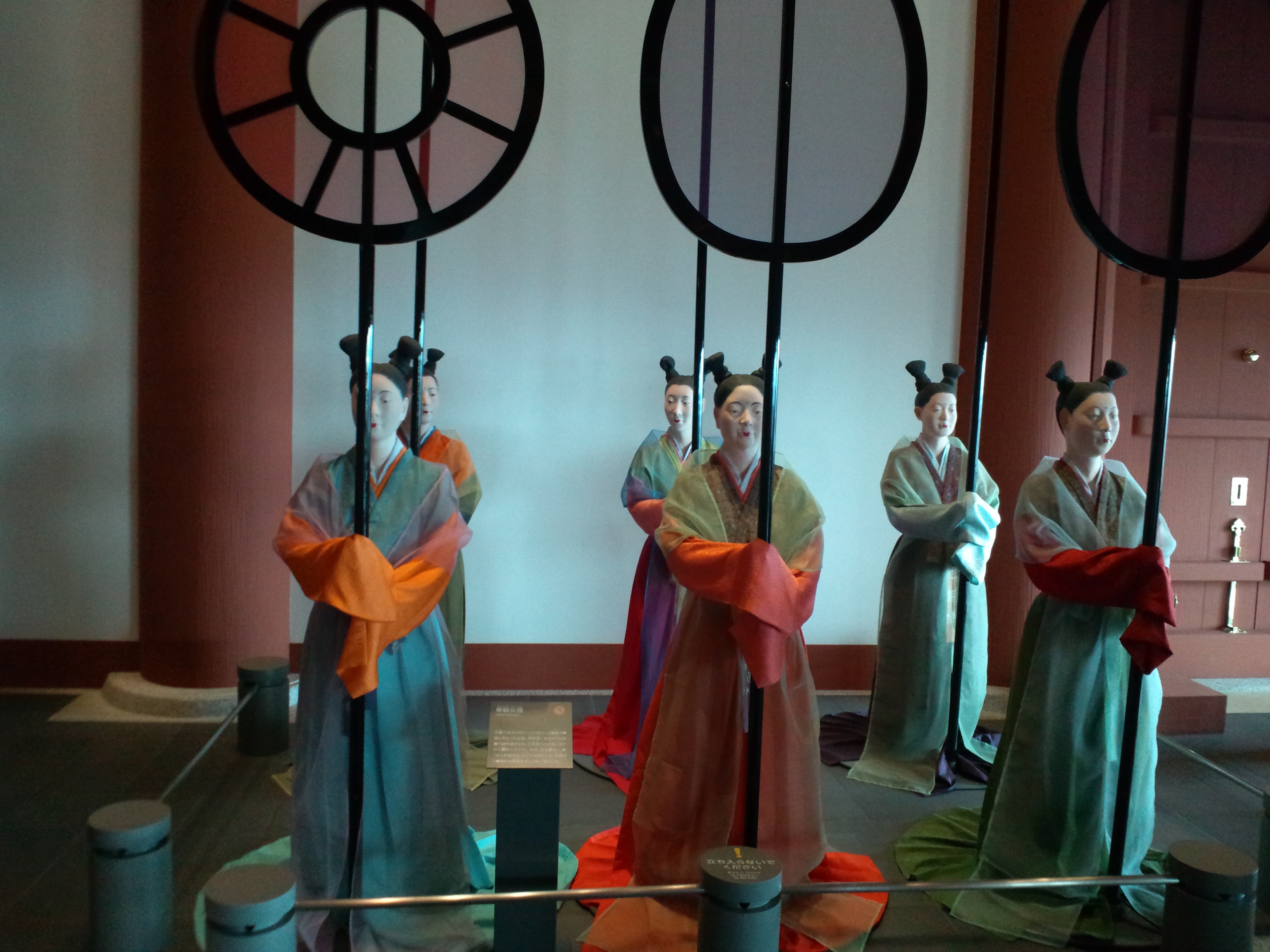
女孺（大阪歴史博物館）

女孺（にょじゅ、めのわらわ）とは、後宮において内侍司（ないしのつかさ）に属し、掃除や照明をともすなどの雑事に従事した下級女官。女嬬とも書く。

## 概要
内侍司の中でも階級があり、上位から、「尚侍（ないしのかみ）」が2名、「典侍（ないしのすけ」が4名、「掌侍（ないしのじょう）」が4名、その下に「女孺」が100名と、構成員の多い係であった。
『日本書紀』舒明天皇即位前紀が記録上の初出。大宝律令以後、後宮十二司の末端職員として設置され、内侍司に100、蔵司に10、書司に6、薬司に4、兵司に6、闈司に10、殿司に6、掃司に10の定員が設けられ、定員外の女孺は全て縫司に配属された。『延喜式』では縫司にも100の定員が充てられ、他に中宮90、縫殿寮70、内教坊50（ただし、未選（見習い）として）が置かれていたことが知られている。諸氏からの氏女や地方豪族からの采女から選抜され、所属した官司で様々な雑用を務めた。禄令によれば、有位者は少初位相当、無位者はそれよりも布1端分減の季禄が支給されていた。多くは低い身分であったが、稀に才能を認められる例もあり、従四位典侍となった和気広虫も元は女孺であった。